# 岡田貴之 (教育者)
岡田 貴之（おかだ　たかゆき、1964年11月-　）は、日本の教育者、明法中学・高等学校校長、攻玉社中学校・高等学校校長。
東京都生まれ。早稲田大学教育学部を卒業し、1990年に攻玉社中学校・高等学校に教諭として着任、2016年同行教頭、2019年同行教頭・広報企画部長、2020年同校校長、2023年4月から明法中学・高等学校校長を務める。

## 注
1. ↑  “校長挨拶文書”. 攻玉社 (2020年10月2日). 2023年12月29日閲覧。